# 検量線
検量線（けんりょうせん:calibration curve）あるいは標準曲線（ひょうじゅんきょくせん；英語Standard curve）とは、物質（あるいはさらに広く物理的影響など）の量、濃度もしくは活性などを求める定量的実験・検査で用いる、予め量・活性等のわかっている標準物質と、それに対する測定データとの間の関係を示したグラフである。
一般に測定で得られたデータは目的とする量そのものではないので、データと量との対応を規定するものとして必要とされる。例えば、吸光度その他の物理化学的性質を用いた化合物の定量分析や、生物作用による物質の活性の決定（バイオアッセイ）などに用いられる。測定する物質と同じか共通の性質を有する物質、または反応に共通性のある物質（同じ生物作用を引き起こす薬物など）を標準物質とし、複数用量を用いて測定を行う（単一用量では対照実験にはなるが正確な定量には役立たない）。この用量範囲は目的とするサンプル測定で想定される用量範囲を含んでいる必要がある。また条件を同じにするため、標準物質の測定は基本的にサンプル測定と同時に行う。標準物質を測定サンプルに混ぜて全く同時に測定操作を行う場合、これを内部標準という。
量・活性とそれぞれに対する測定値との関係をグラフにプロットする。普通は量を横軸に、測定値を縦軸に表し、最小二乗法などを用いてグラフを描く。必要に応じて片対数グラフを用いることもある。検量線は量による感度（量が一定変化した場合に測定値がどの程度変化するか）の変化を可能な限り小さくするために、サンプル測定の範囲では直線に近いのが望ましいが、そうならない場合は適切な曲線に回帰する等の方法を用いる。
データの分析には、縦軸上に測定値を定め、それに対応する横軸の数値を読み取る。この数値が求める量である。